# Sally Rooney
Sally Rooney, irska pisateljica in scenaristka, * 20. februar 1991, Castlebar.

## Življenje
Sally je srednja od treh otrok očeta Kierana Rooneya, delavca pri Telecom Éireann, in matere Marie Farrell, lastnice umetniške galerije. Študirala je angleščino na Trinity Collegu (TCD). Po diplomi se je na istem collegu vpisala magistrski študij politologije, ki pa ga ni zaključila. Magisterij je nato leta 2013 zaključila na študiju ameriške literature. Sama se ima za marksistko.
Že na Trinity Collegu je sodelovala v debatnih skupinah, leta 2013 pa je na evropskem univerzitetnem debatnem prvenstvu osvojila prvo mesto. O tej izkušnji je pisala v svojem eseju Even if you beat me. Preden je postala poklicna pisateljica, je delala v administraciji restavracije v Dublinu. Trenutno živi v mestu Castlebar in je poročena z učiteljem matematike, Johnom Prasifko.

### Romani
- Pogovori s prijatelji. London: Faber and Faber. 2017. ISBN 9780571333127.
- Normalni ljudje. London: Faber and Faber. 2018. ISBN 9780571334643.
- Kje si, prelepi svet. London: Faber and Faber. 2021. ISBN 9780571365425.
- Intermezzo. London: Faber and Faber. 2024. ISBN 9780571365463.

### Kratka proza
- After Eleanor Left (v britanski angleščini). Zv. 1. Ballinafad: Winter Pages. zima 2015. str. 25-30. ISBN 9780993302909.[13][14][15][16]
- Concord 34 (v britanski angleščini). Zv. 63. Dublin: The Dublin Review. 2016. ISBN 9780992991579.[17]
- At the Clinic. Zv. 18. London: The White Review. september 2016. ISBN 9780992756291.{{navedi knjigo}}:  Vzdrževanje CS1: samodejni prevod datuma (povezava)[18][19] Prototype of Marianne and Connell in later 2018 Normal People.
- »Robbie Brady's astonishing late goal takes its place in our personal histories«. New Statesman. 10. avgust 2017.[20]
- Mr Salary. London: Faber & Faber. 3. januar 2019. str. 48. ISBN 9780571351954. OCLC 1104816821.[21]

(Prvič objavljeno v reviji Granta 135: New Irish Writing Fiction 19. aprila 2016.)
- »Color and Light«. The New Yorker. 18. marec 2019.[24]

(Objavljeno tudi v Being Various: New Irish Short Stories. London: Faber and Faber. 2019. ISBN 9780571342501.)
- Unread Messages. The New Yorker 12. julij 2021. [26]

### Poezija
- »The Most Amazing Live Instrumental Performance You Have Ever Heard«. 2 (30). The Stinging Fly. 2015. {{navedi časopis}}: Sklic journal potrebuje|journal= (pomoč)[27]
- »Seven AM in April«. 2 (30). The Stinging Fly. 2015. {{navedi časopis}}: Sklic journal potrebuje|journal= (pomoč)[28]
- »An Account of Vital Clues Which Appear To You In A Dream«. 2 (30). The Stinging Fly. 2015. {{navedi časopis}}: Sklic journal potrebuje|journal= (pomoč)[29]
- »It Is Monday«. 2 (30). The Stinging Fly. 2015. {{navedi časopis}}: Sklic journal potrebuje|journal= (pomoč)[30]
- »Have I Been Severe?«. 2 (30). The Stinging Fly. 2015. {{navedi časopis}}: Sklic journal potrebuje|journal= (pomoč)[31]
- Leaving You. Zv. 2. The Stinging Fly. 2015. ISBN 9781906539443.[32]
- "After a Road Traffic Accident, Chennai" 2 (30). The Stinging Fly. 2015.
- "The Stillest Horse" 2 (30). The Stinging Fly. 2015.
- "Tírghrá" 2 (30). The Stinging Fly. 2015.
- "Impossibilities" 2 (30). The Stinging Fly. 2015.

### Eseji
- Even if you beat me (v britanski angleščini). Zv. 58. The Dublin Review. 2015. ISBN 9780992991524.[9]
- »An Irish Problem«. London Review of Books. 24. maj 2018.[33]
- »An App to Cure My Fainting Spells«. The New Yorker. 20. november 2017.

### Avdioknjige
- Sally Rooney (Author) Aoife McMahon & Sam O'Mahony (Actor Narrators) (2020). Two Stories (Audiobook) (v angleščini). Založba Audible & Faber & Faber.